# فريدولينا رولفو
فريدولينا رولفاه، هي لاعبة كرة قدم سويدية تلعب في خط الهجوم وحاليًا تلعب مع نادي برشلونة للسيدات. وُلدت رولفاه في الرابع والعشرين من شهر نوفمبر (تشرين الثاني) لعام 1990. واختارتها جريدة جيتبورج بوستن (Göteborgs-Posten) كأفضل لاعبة شابة في عام 2011  وكما أنها فازت بالميدالية الفضية في أولمبياد 2016 .

## المسيرة الكروية
بعد انتقالها من نادي تولو أي اف (Tölö IF) سجلت رولفاه تسعة أهداف في الدوري وذلك خلال ظهورها الأول في بطولة كرة القدم النسائية الرائدة (Damallsvenskan) في عام 2011 . وكان موقعها المفضل هو الجناح الأيمن حيث يمكنها أخذ الكرة والتصويب بقدمها اليسرى بكل قوتها.
في عام 2014 مضت رولفاه عقدًا مع نادي لنكوبينجس (Linköpings FC) وقد أحرزت ثلاثة أهداف (هاتريك) في أول ظهور لها في دوري أبطال أوروبا للسيدات في مباراة ضدنادي ليفربول لكرة القدم للسيدات. في نوفمبر (تشرين الثاني) لعام 2016 أعلن نادي بايرن ميونخ للسيدات أنه تم توقيع عقد مدته 18 شهرًا مع رولفاه حيث يبدأ من الأول من يناير (كانون الثاني) لعام 2017..

## المسيرة الدولية
لفتت رولفاه أنظار بيا سوندهاج مدربة الفريق الوطني التي سرعان ولت رولفاه قيادة الفريق لأول مرة خلال مباراة ودية مع ألمانيا أُقيمت في التاسع والعشرين من أكتوبر (تشرين الأول) عام 2014 على ملعب بيهرن آرينا وانتهت بخسارة السويد أمام ألمانيا بهدفين مقابل هدف.و في خلال الخمس دقائق لعبها أحرزت رولفاه تقريبًا هدفًا ولكن منعته حارسة المرمى الألمانية نادين آنجرير.
كانت في السابق ضمن منتخب السويد لكرة القدم للسيدات للأقل من تسعة عشر عامًا.

## تكريمات
نادي لنكوبينجس (Linköpings FC)
- بطولة كرة القدم النسائية الرائدة (Damallsvenskan): الفائزة في 2016
- كأس السويد لكرة القدم للسيدات (Svenska Cupen): الفائزة في 2013–14، 2014–15

السويد (منتخب السويد لكرة القدم للسيدات)
- فازت بميدالية فضية في الألعاب الأولمبية الصيفية 201

منتخب السويد لكرة القدم للسيدات للأقل من تسعة عشر عامًا
- بطولة كرة القدم النسائية للأقل من تسعة عشرة عامًا: الفائزة في 2010

## وصلات خارجية
- فريدولينا رولفو على موقع الاتحاد الدولي (مؤرشف)  (الإنجليزية)
- فريدولينا رولفو على موقع الاتحاد الأوربي (الإنجليزية)
- فريدولينا رولفو على موقع اتحاد السويد (السويدية)
- فريدولينا رولفو على موقع إي إس بي إن إف سي (الإنجليزية)
- فريدولينا رولفو على موقع قاعدة بيانات كرة القدم.إي يو (الإنجليزية)
- فريدولينا رولفو على موقع Soccerway.com (الإنجليزية)
- فريدولينا رولفو على موقع عالم كرة القدم.نت (الإنجليزية)
- فريدولينا رولفو على موقع أوليمبيديا (الإنجليزية)
- فريدولينا رولفو على موقع اللجنة الأولمبية السويدية (السويدية)

- Player Swedish domestic football stats (بالسويدية) at اتحاد السويد لكرة القدم
- Fridolina Rolfö – UEFA competition record
- صفحة Fridolina Rolfö على موقع Soccerway